# The Reporter (film 1911)
The Reporter è un cortometraggio muto del 1911. Il nome del regista non viene riportato.

## Produzione
Il film fu prodotto dalla Selig Polyscope Company.

## Distribuzione
Distribuito dalla General Film Company, il film - un cortometraggio di 200 metri - uscì in sala il 26 giugno 1911. Veniva programmato con il sistema dello split reel, accorpato in un'unica bobina con un altro cortometraggio della Selig, il documentario Scenes from Our Navy.